# Kuckum
Kuckum is een dorp in Noordrijn-Westfalen. Het is een stadsdeel van Erkelenz (in Kreis Heinsberg) en ligt oostelijk van deze plaats.
De plaats van een kleine vijfhonderd inwoners ligt in een hellend landschap op ongeveer 77 meter boven NN. In Kuckum ligt het bronnengebied van de Niers. De neogotische Heilighartkerk stamt uit 1890 en werd in 1893 ingewijd. De voetbalclub SV Niersquelle werd opgericht in 1927. Kuckum ligt in het geplande bruinkoolgebied Garzweiler II en wordt daarom als nieuwe wijk gebouwd bij Erkelenz.

## Afbeeldingen

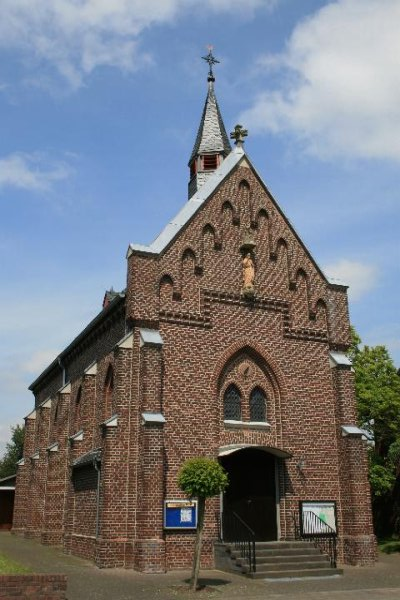
Heilig Kruiskerk, Kuckum
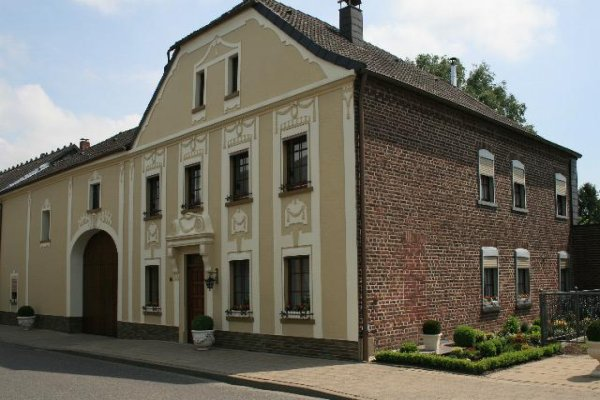
Dorpsgezicht; monument 197

Bellinghoven · Berverath · Borschemich · Commerden · Genehen · Geneiken · Gerderath · Gerderhahn · Golkrath · Granterath · Hetzerath · Holzweiler · Houverath · Immerath · Katzem · Keyenberg · Kleinbouslar · Kuckum · Kückhoven · Lövenich · Lützerath · Matzerath · Mennekrath · Neu-Borschemich · Neu-Immerath · Oberwestrich · Oerath · Oestrich · Scheidt · Schwanenberg · Tenholt · Terheeg · Unterwestrich · Venrath · Wockerath

Kreis Heinsberg · Regierungsbezirk Keulen · Noordrijn-Westfalen